# 麻省理工学院工学院
麻省理工学院工学院（英語：Massachusetts Institute of Technology School of Engineering）是麻省理工学院的五大主要学院之一。

## 简介
麻省理工学院建筑与规划学院位于美国剑桥市，它有十几个系和二十多个研究所、研究中心。